# Benidorm Club de Fútbol
El Benidorm Club de Fútbol fue un club de fútbol español situado en Benidorm, Alicante (Comunidad Valenciana) y que jugó en el sistema de ligas español.
Fue fundado en 1964 por Eduardo Ubago Mariño. El mayor logro de su historia fue disputar la promoción de ascenso a Segunda División en la temporada 2007-08, al finalizar en cuarta posición. Después de descender a Tercera División en la edición de 2010-2011, desapareció por motivos económicos.

## Historia
Fue fundado el 20 de febrero de 1964 como Benidorm Club de Fútbol sobre las bases de una entidad anterior, la Juventud Deportiva Benidorm, bajo la presidencia de Eduardo Ubago Mariño. Durante sus primeros años de vida estuvo inscrito en la Federación Regional de Murcia, al igual que otros clubes de Alicante. En tan solo dos temporadas pasó de Primera Regional a Tercera División, aunque no logró asentarse en la categoría y descendió en 1970. Ese mismo año cambió su indumentaria a una completamente blanca y su nombre por el de Benidorm Club Deportivo.
Desde la temporada 1976-77 estuvo inscrito en la Federación Valenciana de Fútbol para evitar el descenso de categoría, y es encuadrado en el grupo Sur de Regional Preferente.
Durante más de quince años el Benidorm C. D. formó parte de las divisiones regionales, hasta que en la temporada 1981-82 consiguió el ascenso a Tercera División. Con una mejor base, los alicantinos pasaron a competir por las primeras plazas y en la campaña 1986-87 lograron subir a Segunda División B, aprovechando la reestructuración de la categoría. En el año 1987-88 descendieron al terminar decimoctavo lugar. No obstante, al año siguiente recuperaron su plaza como campeones de grupo. Desde entonces tuvo lugar un proceso de consolidación por el que jugaron ocho ediciones consecutivas en Segunda B. El mejor puesto en todo ese tiempo fue un quinto lugar en la temporada 1989-90. También destacó la creación en 1993 de su filial, el Foietes de Benidorm, del que salieron futbolistas como el internacional Antonio López.
Entre 1997 y 2004, la entidad alternó la Segunda B con la Tercera División. A partir de la temporada 2004-05, con la llegada a la presidencia de Vicente Pastor, se invirtió más dinero para tratar de llegar a la Liga de Fútbol Profesional. En la temporada 2007-08 el Benidorm finalizó en cuarta posición, bajo las órdenes del técnico Luis García Plaza y con jugadores experimentados como Alfredo Sánchez, Maikel Naujoks, Luis Miguel Loro, Óscar López, Manel Expósito, Pablo Gutiérrez (Uruguay) y Álvaro del Moral. Ya en la promoción de ascenso a Segunda División fueron eliminados por el Rayo Vallecano con un marcador global de 2:1.
En el verano de 2009 se recuperó el nombre original de Benidorm Club de Fútbol y se iniciaron los trámites para ser una sociedad anónima deportiva (SAD). La temporada 2009-10 se cerró con un sexto lugar.

### Desaparición
El estallido de la crisis económica provocó un descenso de las subvenciones municipales y la pérdida de patrocinadores. El Benidorm tuvo que reducir su presupuesto, detener la conversión en SAD y deshacerse de sus mejores jugadores. Al finalizar la campaña 2010-11 fue decimosexto y perdió la promoción de permanencia frente al Real Betis "B". Este descenso deportivo se encadenó con otro administrativo, en este caso a Regional Preferente, por impagos a los jugadores.
Sin encontrar solución a su situación, la entidad entró en concurso de acreedores y en la temporada 2011-12 confirmó su desaparición.

## Uniforme
- Uniforme titular: Camiseta blanca y azul, pantalón blanco y medias blancas.
- Uniforme alternativo: Camiseta roja, pantalón rojo y medias rojas.

## Estadio
El estadio donde el Benidorm Club de Fútbol disputó sus partidos como local fue el Estadio Municipal Guillermo Amor, con capacidad para 9.000 espectadores.
Este campo fue inaugurado en 1968 como Estadio de Foietes, en referencia al barrio en el que está situado. Además de partidos de fútbol, es el principal recinto de la ciudad para organizar conciertos.
La siguiente lista recoge los entrenadores del Benidorm Club de Fútbol desde 1991 hasta su desaparición.
| - Manolo Jiménez (1991-1994) - José Bordalás (1995-1996) - Jerónimo Lloret «Calsita» (1996-1998) - Pere Valentí (1998-1999) - Pepe Soler (1999-2000) - Manolo Jiménez (2000) - Davor Radmanović (2001) - Toni Aparicio (2002-2006) |  | - Ángel Puchades (2006) - Manolo Jiménez (2006-2007) - Luis García Plaza (2007-2008) - Paco López (2008-2009) - Vicente Borge (2009) - Joan Francesc Ferrer «Rubí» (2009-2010) - Roberto Granero Granero (2010-2011) |

## Datos del club
- Temporadas en Segunda División B: 19

Mejor posición: 4.º (temporada 2007-08)
Peor posición: 18.º (temporada 1987-88)
- Temporadas en Tercera División de España: 14

Mejor posición: 1.º (tres ocasiones, la última en la temporada 2003-04)
Peor posición: 17.º (temporada 1969-70)

### Palmarés
- Tercera División de España (3): 1988-89, 2002-03 y 2003-04.